# Де Фрайс, Фил
Филип Де Фрайс (англ. Philip De Fries; 21 апреля 1986, Сандерленд) — английский боец смешанного стиля, представитель тяжёлой весовой категории. Выступает на профессиональном уровне начиная с 2009 года, известен по участию в турнирах бойцовской организации UFC, также выступал в M-1 Global, Bellator MMA, KSW.

## Биография
Фил де Фриз родился 21 апреля 1986 года в городе Сандерленде графства Тайн-энд-Уир. В возрасте четырнадцати лет начал серьёзно заниматься бразильским джиу-джитсу, впоследствии удостоился в этой дисциплине пурпурного пояса.

### Начало профессиональной карьеры
Дебютировал в смешанных единоборствах на профессиональном уровне в апреле 2009 года, в первом же раунде заставил своего соперника сдаться с помощью удушающего приёма сзади. Дрался преимущественно в местных небольших промоушенах, таких как Strike and Submit, Tyneside Fighting Challenge, Supremacy Fight Challenge, Ultimate Warrior Challenge — неизменно выходил из поединков победителем, продемонстрировав впечатляющие навыки борьбы в партере. Один из его поединков был признан несостоявшимся из-за повторявшихся со стороны соперника запрещённых ударов по затылку.

### Ultimate Fighting Championship
Имея в послужном списке семь побед и ни одного поражения, в 2011 году де Фриз привлёк к себе внимание крупнейшей бойцовской организации мира Ultimate Fighting Championship и вскоре подписал с ней контракт. Должен был дебютировать здесь в октябре в поединке с соотечественником Оли Томпсоном, но тот получил травму, и в итоге его дебют состоялся месяцем позже с другим англичанином Робом Бротоном — их противостояние продлилось все три раунда, и судьи единогласно отдали победу де Фризу.
Первое в профессиональной карьере поражение потерпел в феврале 2012 года — будущий чемпион UFC в тяжёлом весе Стипе Миочич нокаутировал его уже на 43 секунде первого раунда. Позже всё-таки состоялся бой с Оли Томпсоном, во втором раунде де Фриз провёл удушение сзади, и тот вынужден был сдаться. Далее планировался бой против американца Мэтта Митриона, но матчмейкеры поставили его в пару с Роем Нельсоном, а де Фризу назначили в соперники Тодда Даффи, которому он проиграл техническим нокаутом. Последний раз дрался в октагоне UFC в апреле 2014 года, всё же встретился с Мэттом Митрионом и продержался против него только 19 секунд, пропустив сильные удары и оказавшись в нокауте. На этом поражении его сотрудничество с организацией закончилось.

### Дальнейшие выступления
Покинув UFC, Фил де Фриз принял предложение японской организации Inoki Genome Fight и провёл два боя в Японии. В первом бою удушающим приёмом сзади принудил к сдаче ветерана Strikeforce Бретта Роджерса, тогда как во втором уступил единогласным судейским решением японскому олимпийскому чемпиону по дзюдо Сатоси Исии.
Впоследствии выступал на родине в местном менее престижном промоушене M4tC. В феврале 2015 года потерпел поражение техническим нокаутом от Томаса Денэма, после чего долго восстанавливался и не принимал участия в поединках. В ноябре 2016 года вернулся в ММА и взял у Денэма реванш.
Отметился победами в организациях M-1 Global, Bellator MMA, KSW — в последнем случае завоевал титул чемпиона в тяжёлом весе.

## Статистика в профессиональном ММА
| Боёв 24         | Побед 17 | Поражений 6 |
| --------------- | -------- | ----------- |
| Нокаутом        | 2        | 5           |
| Сдачей          | 12       | 0           |
| Решением        | 3        | 1           |
| Не состоявшихся | 1        | 1           |

| Результат    | Рекорд   | Соперник       | Способ                   | Турнир                                  | Дата            | Раунд | Время | Место                   | Примечание                                 |
| ------------ | -------- | -------------- | ------------------------ | --------------------------------------- | --------------- | ----- | ----- | ----------------------- | ------------------------------------------ |
| Победа       | 17-6 (1) | Томаш Наркун   | Единогласное решение     | KSW 47: The X-Warriors                  | 23 марта 2019   | 5     | 5:00  | Лодзь, Польша           | Защитил титул чемпиона KSW в тяжёлом весе. |
| Победа       | 16-6 (1) | Кароль Бедорф  | Самбишном (ключ на руку) | KSW 45 The Return to Wembley            | 6 октября 2018  | 2     | 4:26  | Лондон, Англия          | Защитил титул чемпиона KSW в тяжёлом весе. |
| Победа       | 15-6 (1) | Михал Андрышак | TKO (удары руками)       | KSW 43: Soldić vs. Du Plessis           | 14 апреля 2018  | 1     | 3:32  | Вроцлав, Польша         | Выиграл титул чемпиона KSW в тяжёлом весе. |
| Победа       | 14-6 (1) | Джеймс Томпсон | Сдача (гильотина)        | Bellator 191                            | 15 декабря 2017 | 1     | 1:33  | Ньюкасл, Англия         |                                            |
| Победа       | 13-6 (1) | Антон Вязигин  | Решение большинства      | M-1 Challenge 84                        | 27 октября 2017 | 3     | 5:00  | Санкт-Петербург, Россия |                                            |
| Поражение    | 12-6 (1) | Иван Штырков   | TKO (удары)              | RCC Boxing Promotions: День Победы 72   | 5 мая 2017      | 1     | 1:51  | Екатеринбург, Россия    |                                            |
| Победа       | 12-5 (1) | Томас Денэм    | TKO (удары руками)       | M4tC 22: Warriors                       | 26 ноября 2016  | 1     | 1:37  | Тайн-энд-Уир, Англия    |                                            |
| Поражение    | 11-5 (1) | Томас Денэм    | TKO (удары руками)       | M4tC 16: Invasion                       | 28 февраля 2015 | 1     | 1:01  | Тайн-энд-Уир, Англия    |                                            |
| Победа       | 11-4 (1) | Лукаш Паробец  | Сдача (удушение сзади)   | M4tC 15: Bad Blood                      | 29 ноября 2014  | 1     | 2:03  | Тайн-энд-Уир, Англия    |                                            |
| Поражение    | 10-4 (1) | Сатоси Исии    | Единогласное решение     | Inoki Genome Fight 1                    | 5 апреля 2014   | 2     | 5:00  | Токио, Япония           |                                            |
| Победа       | 10-3 (1) | Бретт Роджерс  | Сдача (удушение сзади)   | Inoki Bom-Ba-Ye 2013                    | 31 декабря 2013 | 1     | 3:45  | Токио, Япония           |                                            |
| Поражение    | 9-3 (1)  | Мэтт Митрион   | KO (удары руками)        | UFC on Fuel TV: Mousasi vs. Latifi      | 6 апреля 2013   | 1     | 0:19  | Стокгольм, Швеция       |                                            |
| Поражение    | 9-2 (1)  | Тодд Даффи     | TKO (удары руками)       | UFC 155                                 | 29 декабря 2012 | 1     | 2:04  | Лас-Вегас, США          |                                            |
| Победа       | 9-1 (1)  | Оли Томпсон    | Сдача (удушение сзади)   | UFC on Fox: Shogun vs. Vera             | 4 августа 2012  | 2     | 4:16  | Лос-Анджелес, США       |                                            |
| Поражение    | 8-1 (1)  | Стипе Миочич   | KO (удары руками)        | UFC on Fuel TV: Sanchez vs. Ellenberger | 15 февраля 2012 | 1     | 0:43  | Омаха, США              |                                            |
| Победа       | 8-0 (1)  | Роб Бротон     | Единогласное решение     | UFC 138                                 | 5 ноября 2011   | 3     | 5:00  | Бирмингем, Англия       |                                            |
| Победа       | 7-0 (1)  | Став Эконому   | Сдача (удушение сзади)   | Ultimate Warrior Challenge 16           | 2 июля 2011     | 2     | 3:56  | Саутенд-он-Си, Англия   |                                            |
| Победа       | 6-0 (1)  | Колин Робинсон | Сдача (рычаг локтя)      | Supremacy Fight Challenge 2             | 29 мая 2011     | 1     | 1:33  | Гейтсхед, Англия        |                                            |
| Победа       | 5-0 (1)  | Энди Спирс     | Сдача (удушение сзади)   | Supremacy Fight Challenge 1             | 27 февраля 2011 | 1     | 3:14  | Гейтсхед, Англия        |                                            |
| Не состоялся | 4-0 (1)  | Дейв Уилсон    | NC (удары по затылку)    | Tyneside Fighting Challenge             | 20 июня 2010    | 1     | N/A   | Ньюкасл, Англия         |                                            |
| Победа       | 4-0      | Даррен Таулер  | Сдача (удушение д’арсе)  | Strike and Submit 14                    | 30 мая 2010     | 1     | 3:37  | Гейтсхед, Англия        |                                            |
| Победа       | 3-0      | Грант Хокинг   | Сдача (удушение сзади)   | Strike and Submit 13                    | 28 февраля 2010 | 1     | 1:35  | Гейтсхед, Англия        |                                            |
| Победа       | 2-0      | Джейми Шелдон  | Сдача (удушение сзади)   | Strike and Submit 12                    | 4 октября 2009  | 1     | 2:10  | Гейтсхед, Англия        |                                            |
| Победа       | 1-0      | Даррен Таулер  | Сдача (удушение сзади)   | Strike and Submit 10                    | 26 апреля 2009  | 1     | 4:48  | Гейтсхед, Англия        |                                            |